# Victor Froholdt
Victor Froholdt (født 25. februar 2006) er en dansk fodboldspiller, der spiller for den portugisiske klub FC Porto som midtbanespiller og for det danske landshold. 

## Klubkarriere

### F.C. København
Victor Froholdt spillede som ungdomsspiller i Vallensbæk IF og skiftede til FCK's akademi. Han forlængede som 16-årig i januar 2023 sin kontrakt med F.C. København til udløb ved udgangen af 2025.
Han debuterede for FCK’s førstehold den 27. september 2023 i en pokalkamp mod IF Lyseng, hvor han blev skiftet ind i det 57. minut i FCK's 9-0 sejr. Froholdt scorede i sin debut til 8-0 i det 90. minut. Han fik sin superligadebut den 5. november 2023 i 4-2 sejr over Randers FC, hvor han blev skiftet ind i 88. minut og scorede til slutresultatet 4-2. Han modtog i april 2024 prisen Granen, der uddeles af KB til en ungdomsspiller, der har gjort sig særlig bemærket.
I sommerpausen 2024 rykkede Froholdt formelt op i førsteholdstruppen, hvor han fik trøje nummer 17. Samtidig forlængede han kontrakten med FCK til sommeren 2028. Den 23. juli 2025 blev det offentliggjort, at F.C. København havde solgt Froholdt til FC Porto for €20 mio.  med tillæg af op til €2 mio. i bonusser. Victor Froholdt opnåede 62 kampe for F.C. København (36 superligakampe (4 mål), 9 pokalkampe (1 mål) og 17 europæiske kampe (3 mål).

### FC Porto
Victor Froholdts kontrakt i FC Porto løber til 2030.

## Landsholdskarriere
Victor Froholdt har spillet på de danske U/16, U/17, U/18 og U/19-ungdomslandshold. Han fik debut som A-landsholdsspiller den 23. marts 2025 i et 2-5 nederlag til Portugal, da han blev skiftet ind i det 83. minut af kampen.